# Лаакаярві
Лаакаярві (фін. Laakajärvi) — озеро в Фінляндії, в районі річки Вуоксі. Розташоване в муніципалітатах Каяані, Соткамо та Сонкаярві, у провінціях Кайнуу та Північна Савонія. Озеро має довжину 20 км та є порівняно нешироким.
Озеро розташоване за декілька кілометрів від нікелевех родовищ.